# Роліпрам
Роліпрам (INN: Rolipram) — інгібітор фосфодіестерази типу 4.